# Carel Willink
Albert Carel Willink (pronunciación en neerlandés: /ˈɑlbərt ˈkaːrəl ˈʋɪlɪnk/; Ámsterdam, 7 de marzo de 1900-ibidem, 19 de octubre de 1983) fue un pintor neerlandés que llamó a su estilo de realismo mágico «realismo imaginario».

## Primeros años y educación
Albert Carel Willink nació el 7 de marzo de 1900 en Ámsterdam, Países Bajos. Era el hijo mayor del mecánico Jan Willink y Wilhelmina Altes. Su padre era un artista aficionado que animó a su hijo a pintar.
Después de estudiar medicina brevemente, en 1918-19 Willink estudió arquitectura en la Technische Hogeschool de Delft. Posteriormente se fue a Alemania, donde no logró entrar en la academia de Düsseldorf. Más tarde estudió durante un corto tiempo en la Staatliche Hochschule de Berlín, seguido de la academia de arte internacional de Hans Baluschek, donde exploró varios tipos de vanguardia y arte abstracto, y conoció al artista residente en Berlín Herbert Behrens-Hangeler con quien se convirtió en amigos íntimos.

## Carrera
Las primeras pinturas de Willink fueron de estilo expresionista, aunque también pintó obras abstractas en el momento en que expuso con el grupo de noviembre en 1923. A fines de 1923 se mudó de regreso a Amsterdam. Hacia 1924 había adoptado un estilo figurativo influenciado por las pinturas neoclásicas de Picasso de principios de la década de 1920, y especialmente por Léger. Más adelante en la década, Willink desarrolló un estilo realista mágico relacionado con las pinturas metafísicas de Giorgio de Chirico.
Desde 1924 hasta su muerte, Willink vivió en Ámsterdam. Sus pinturas realistas representan con frecuencia escenas ligeramente inquietantes que tienen lugar frente a imponentes edificios. También pintó muchos retratos.

## Vida personal y muerte

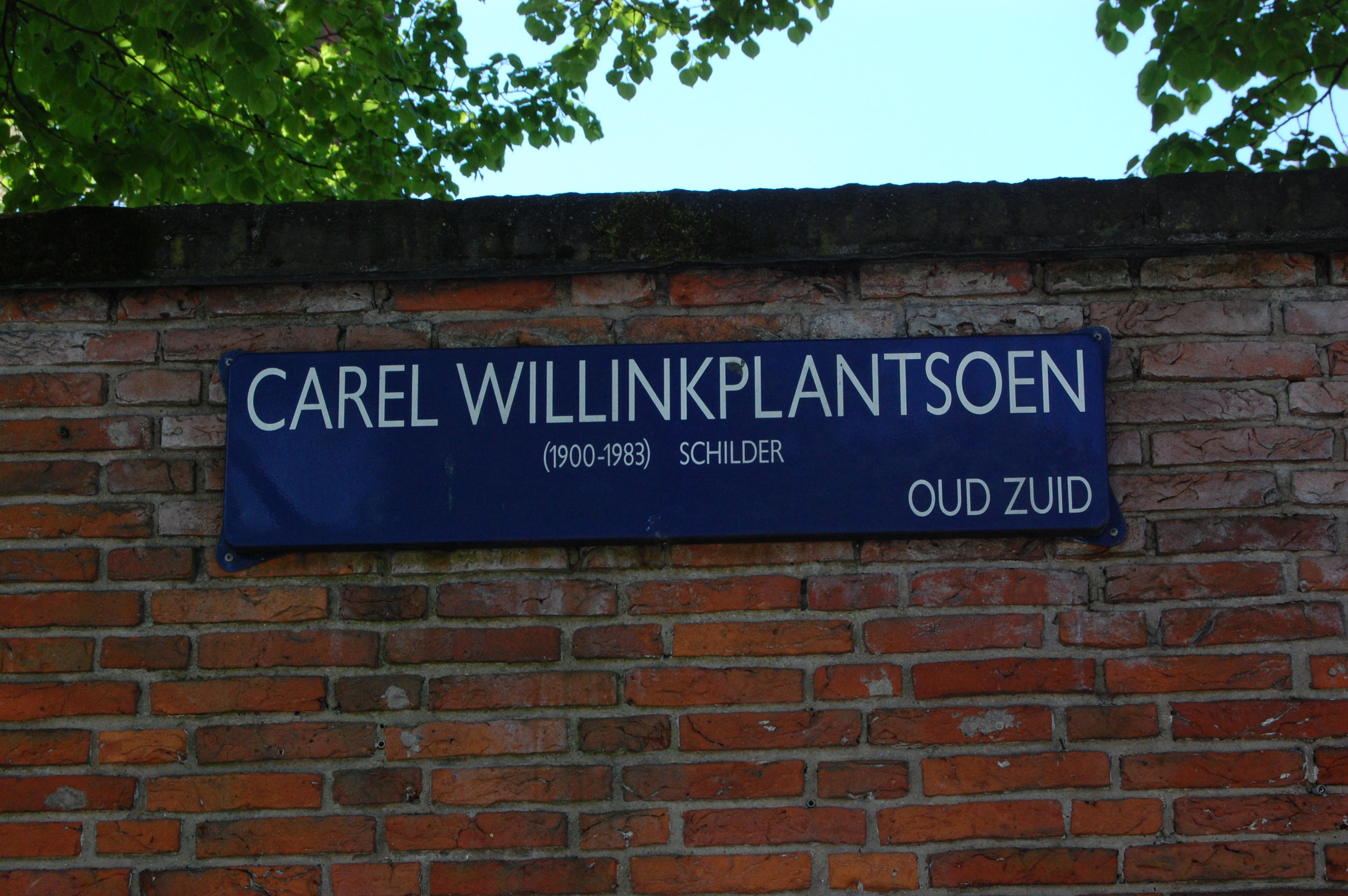
Placa con el nombre del parque Carel Willinkplantsoen, Ámsterdam.

Willink se casó cuatro veces. Su primer matrimonio en 1927 con Mies van der Meulen (1900-1988) se disolvió al cabo de un año, pero el segundo en 1930 con Wilma Jeuken (1905-1960) duró hasta que ella murió a causa de un tumor cerebral. En 1962, comenzó una relación con Mathilde de Doelder, 38 años más joven, con quien se casó en 1969. Su relación excéntrica los convirtió en un pilar de las columnas de chismes neerlandeses de la época. En 1975, Willink inició una aventura con la escultora Sylvia Quiël, 44 años más joven que él. En 1977 se divorció de De Doelder, quien se suicidó o fue asesinada 4 meses después. El mismo año se casó con Quiël.
Willink murió, a la edad de 83 años, en Ámsterdam el 19 de octubre de 1983.

## Legado
Un pequeño parque en Ámsterdam, cerca del Rijksmuseum, lleva su nombre en su honor.

## Colecciones públicas
- Museum de Fundatie, Zwolle
- Van Abbemuseum, Eindhoven
- Museo MORE, Gorssel
- Castillo de Ruurlo, Ruurlo
- Museo Stedelijk, Ámsterdam
- Museo Boijmans Van Beuningen, Róterdam
- Museo Municipal de La Haya
- Museo Real de Bellas Artes de Amberes
- Museo Arnhem
- Museo Central de Utrecht

## Galería
|                                              |
| Su segunda esposa Wilma (fecha desconocida). |

|                                    |
| Su tercera esposa Mathilde (1975). |

|                                 |
| Su cuarta esposa Sylvia (1980). |

|                                                                 |
| Busto hecho por su esposa Sylvia, ubicado cerca de Rijksmuseum. |